# Žihárec
Žihárec je obec na Slovensku v okresu Šaľa. Leží v Podunajské nížině na pravém břehu Váhu. První písemná zmínka je z roku 1251 (Sygarth). Nynější název má obec od roku 1948; předtím se jmenovala Žigard. V 16. století náležela ostřihomské kapitule pod správou trnavského panství. V letech 1938-1945 byla obec na základě první vídeňské arbitráže připojena k Maďarsku. Po roce 1945 byla v obci vybudována cihelna a část obyvatel byla v  rámci výměny obyvatelstva mezi Československem a Maďarskem přesídlena do Maďarska.

## Památky
- římskokatolický kostel sv. Josefa z roku 1728-1730, klasicisticky přestavěn
- toleranční kostel z roku 1784, s věží z roku 1833
- kaple Panny Marie z roku 1790

## Osobnosti
- Tera Fabiánová (1930–2007), romská spisovatelka a básnířka